# Planorbidae

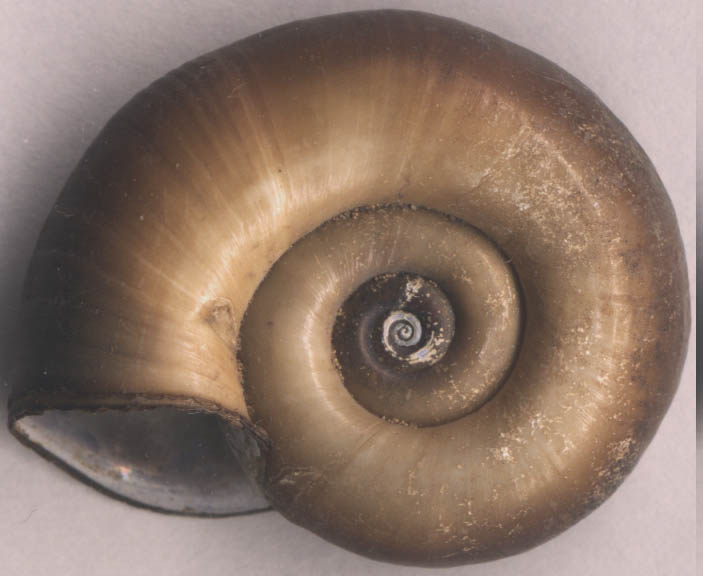
Posthorenslak
(Planorbarius corneus),
bovenzijde

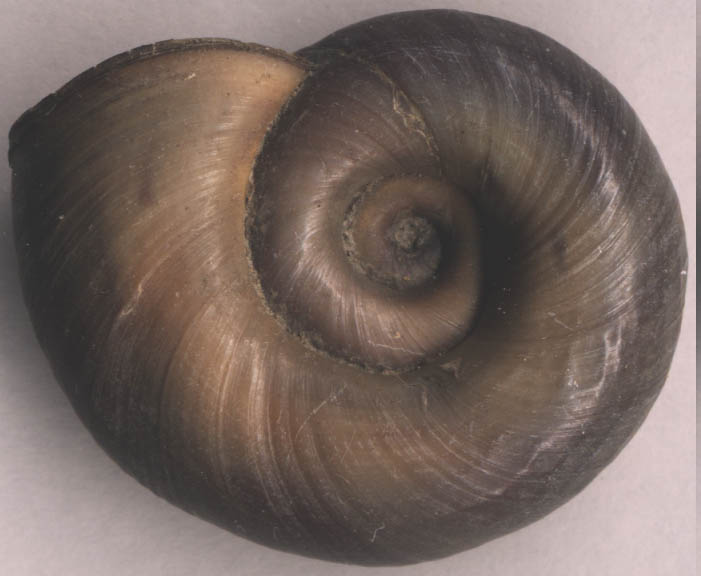
Posthorenslak
(Planorbarius corneus),
onderzijde

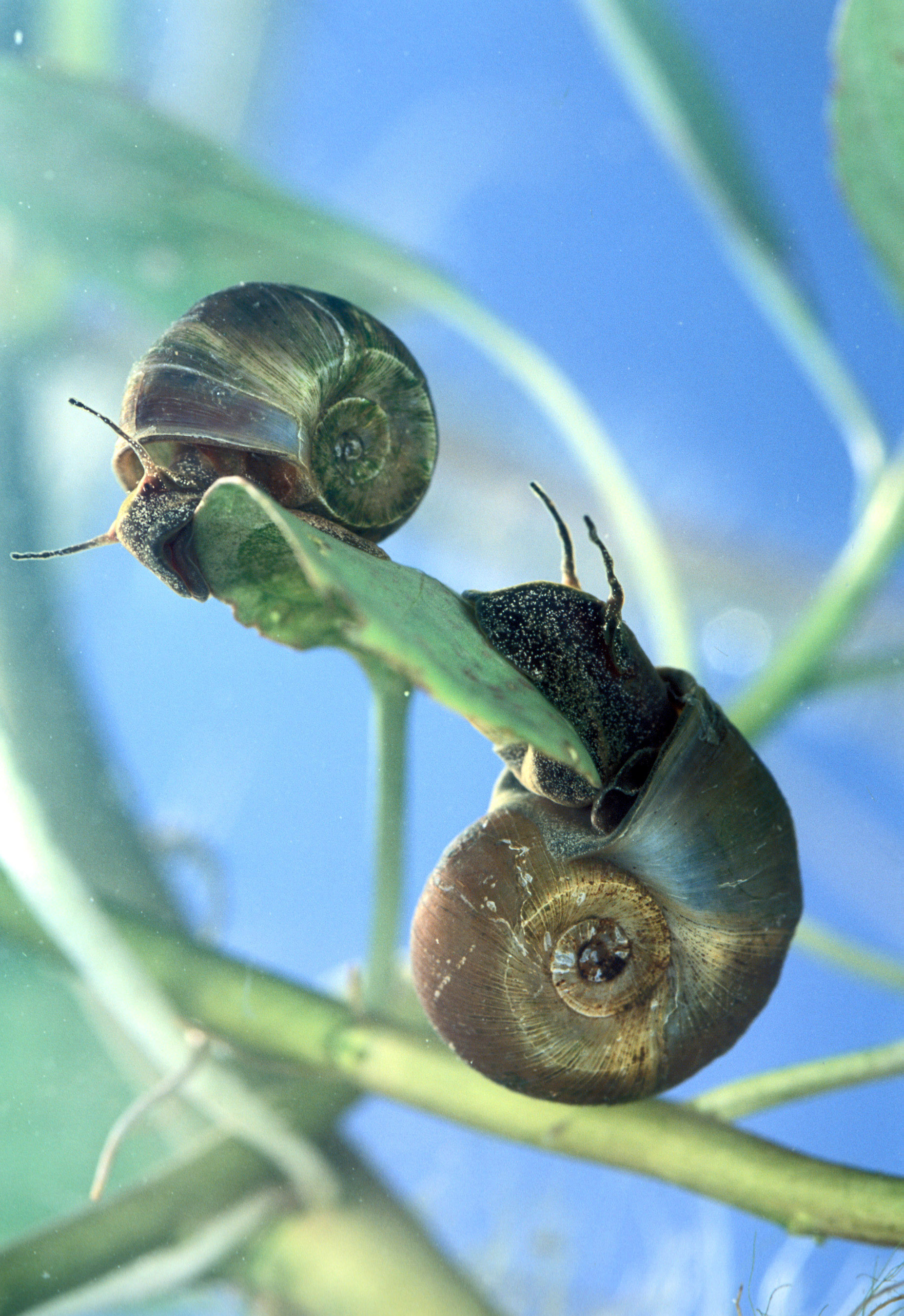
Planorbella trivolvis
in het aquarium

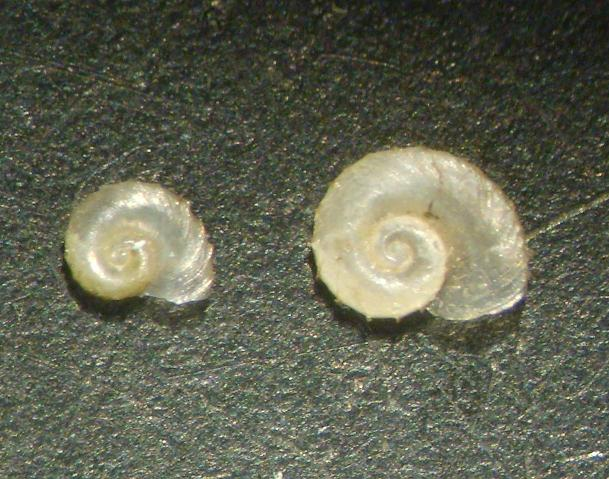
Traktorwieltje
Gyraulus crista,
onderzijde

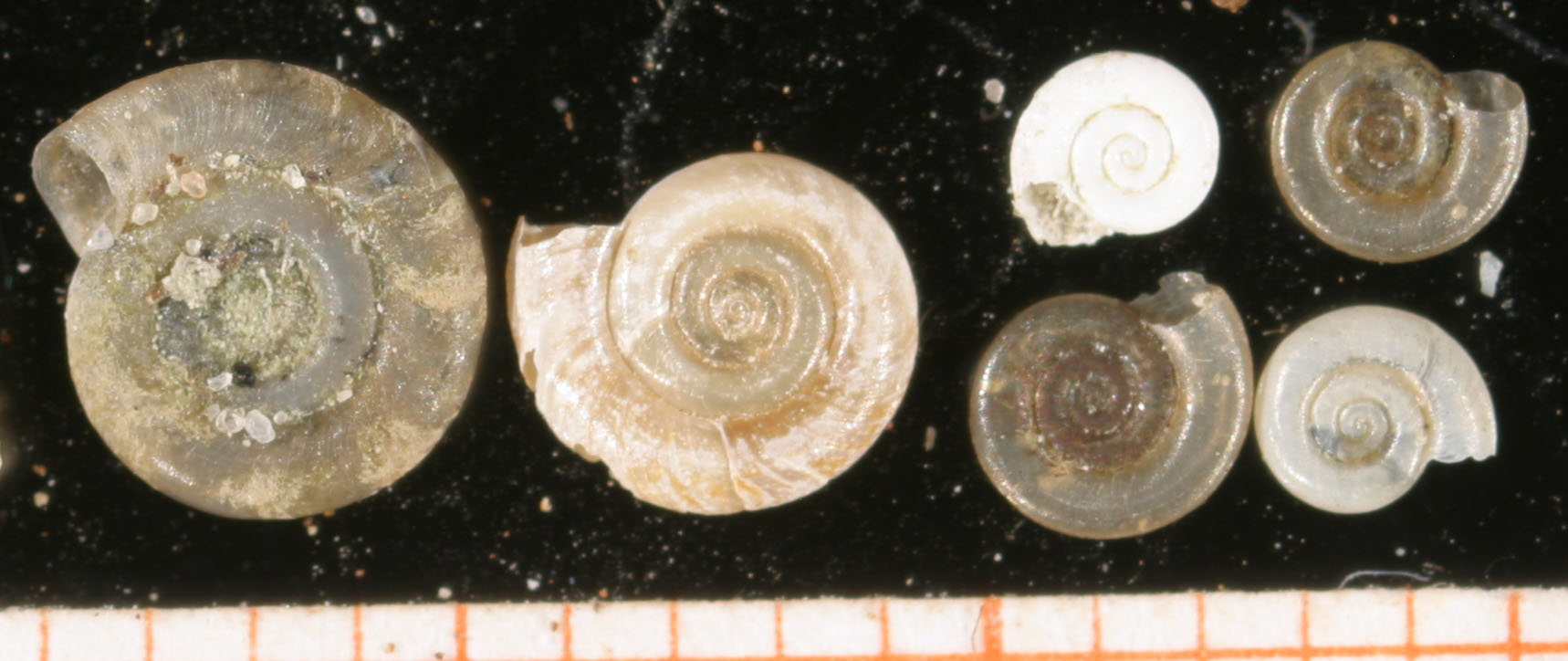
Anisus vorticulus

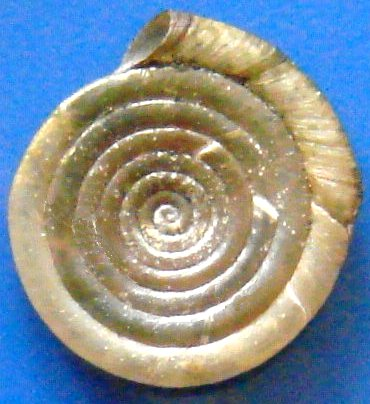
Anisus septemgyratus

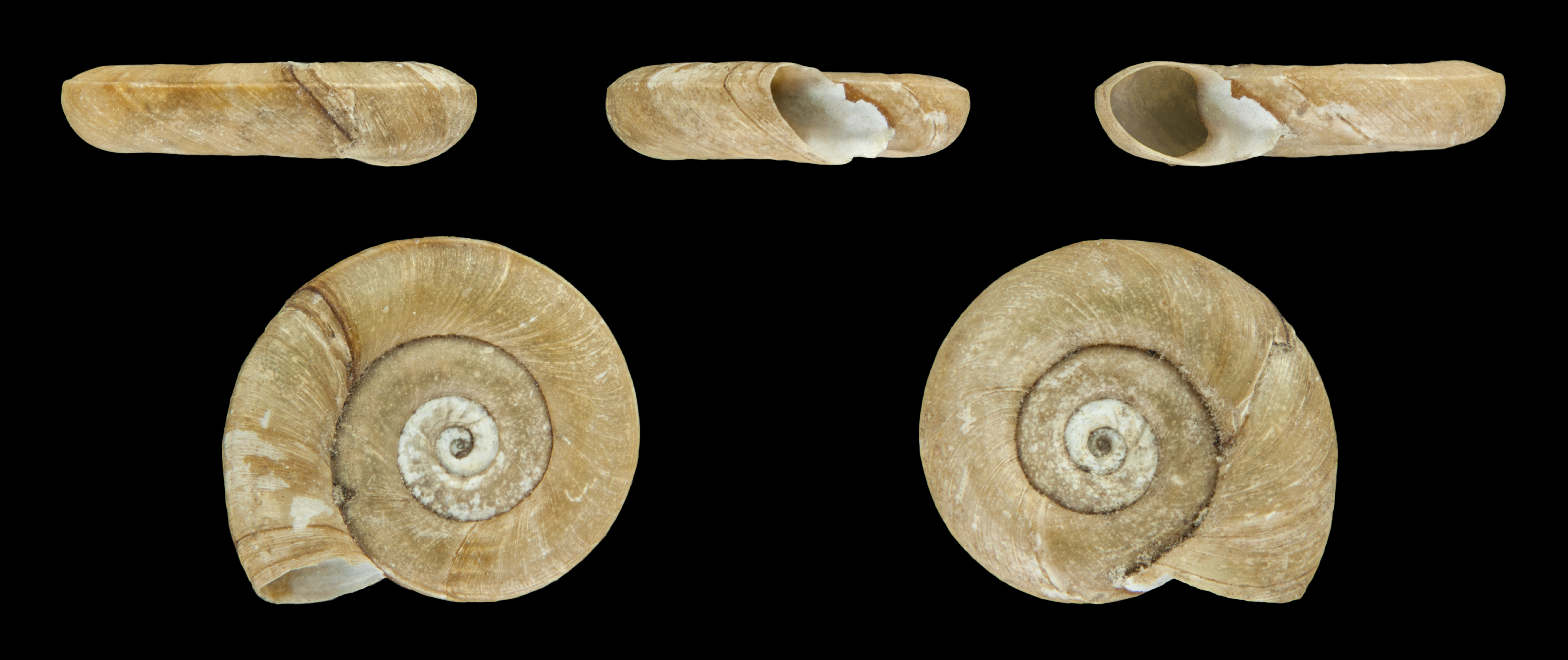
Planorbis planorbis

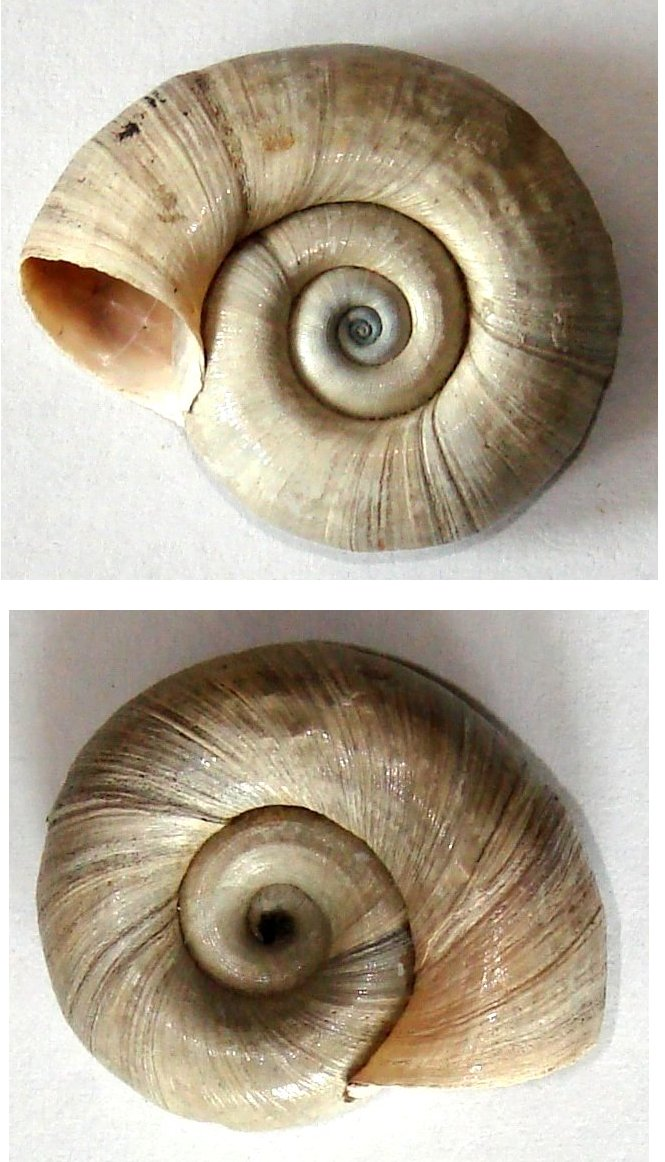
Planorbarius corneus

Planorbidae zijn een familie van de slakken die over de hele wereld voorkomen in zoet water.
De Nederlandstalige naam is schijfhorens. Dit is verwarrend omdat er ook soorten tot deze familie behoren met een hoger gewonden schelp en zelfs soorten met een schelp die in het geheel niet gewonden is maar napvormig is. Vaak wordt de naam posthorens of posthorenslakken voor deze familie gebruikt. Dit is echter niet de officiële Nederlandstalige naam voor deze groep. Gebruik van deze naam voor deze groep zorgt voor veel verwarring en moet vermeden worden. De familie bestaat uit ongeveer 250 soorten.

## Typegenus
Planorbis Müller, 1773 is het typegenus van deze familie.

### Schelpkenmerken
Schelpen zijn in een plat vlak gewonden of in een hoger gewonden spiraal. Schelpen uit de laatste groep zijn linksgewonden. In feite zijn alle Planorbidae anatomisch linksgewonden, ook de soorten met schelpen die in een plat vlak gewonden zijn zoals de verschillende 'posthoren' soorten. Dit was vroeger niet bekend en daarom werden schelpen van deze groep altijd afgebeeld als rechtsgewonden soorten. Het is tegenwoordig nog steeds gebruikelijk om de schelpen rechtsgewonden af te beelden. In feite is dit dus fout.
De meeste soorten hebben een betrekkelijk dunne en gladde schelp, echter soorten met opvallende sculptuur komen ook voor. De mondrand is scherp, niet verdikt en niet omgeslagen.
Soorten met een hoog gewonden schelp hebben een meestal spleetvormige navel die echter vaak geheel bedekt is.

In hoogte variëren de meeste soorten tussen ongeveer 6 mm en 6 cm. De platte soorten bereiken meestal geen grotere hoogte dan ongeveer 2 cm.

Schijfhorens hebben geen operculum om de schelp mee af te sluiten.

### Dier
Schijfhorens hebben in tegenstelling tot de meeste andere weekdieren hemoglobine in het 'bloed' zitten. Hierdoor zijn deze dieren in staat zuurstof efficiënter op te nemen dan andere weekdieren. Door de aanwezigheid van deze stof heeft het lichaam een roodachtige tint. Dit wordt vooral duidelijk bij albino dieren.

### Habitat en levenswijze
De meeste soorten leven in zoet water, er zijn er ook die zwak brak water verdragen.

### Geologische historie
Voorouders van de Schijfhorens komen met zekerheid sinds het Jura voor, de modernere soorten zijn zich sinds het Krijt beginnen te ontwikkelen.

### Voorkomen in de Noordwest Europa
In Noordwest Europa komen ongeveer 20 levende soorten voor. Daaronder zijn enkele exoten. Verder zijn van deze regio uit het Cenozoïcum (vooral uit het Kwartair) enkele fossiele soorten bekend.

### Verspreiding
Deze familie heeft vertegenwoordigers verspreid over de hele wereld in alle vochtige tropische en gematigde klimaatzones.

## Taxonomie en systematiek
Er is nog veel onduidelijkheid over de hiërarchie en de plaatsing van de genoemde genera, soms worden hier als genus opgevoerde taxa als subgenera beschouwd, terwijl andere subgenera soms als genus worden beschouwd en hier niet als zodanig zijn opgenomen. Het is zelfs zo dat voor enkele genera geen eenstemmigheid bestaat over het feit of plaatsing in de schijfhorenfamilie terecht is. Dit geldt o.a. voor Ferrissia en Ancylus. Beide worden ook wel tot de poelslakken of ieder zelfs tot geheel eigen families gerekend.
Voor de taxonomie en systematiek van deze groep wordt in eerste instantie uitgegaan van de indeling en naamgeving door CLECOM. Geeft CLECOM geen uitsluitsel dan is van andere bronnen gebruikgemaakt. Hoewel hier ook verwezen wordt naar de taxonomische databases op internet (NCBI en Taxonomicon, zie verwijzingen), moet worden benadrukt dat zij incompleet zijn en dat zij bovendien fouten bevatten (ook in deze familie) wat zich uit in de aanwezigheid van dezelfde soort in verschillende genera.

## Indeling
- Familie: Planorbidae
  - Geslacht: Acrorbis (Odhner, 1937)
  - Geslacht: Afrogyrus (Brown & Mandahl-Barth, 1973)
  - Geslacht: Afroplanorbis (Thiele, 1931)
  - Geslacht: Amerianna (Strand, 1928)
  - Geslacht: Amphigyra (Pilsbry, 1906)
  - Geslacht: Anisopsis (Sandberger, 1875)
  - Geslacht: Anisus (S. Studer, 1820)
  - Geslacht: Antillorbis (Harry & Hubendick, 1964)
  - Geslacht: Armigerus (Clessin, 1884)
  - Geslacht: Australorbis (Pilsbry, 1934)
  - Geslacht: Bathyomphalus (Charpentier, 1837)
  - Geslacht: Bayardella (Burch, 1977)
  - Geslacht: Berellaia (Laubrière & Carez, 1880)
  - Geslacht: Biomphalaria (Preston, 1910)
  - Geslacht: Bulinus (Müller, 1774)
  - Geslacht: Camptoceras (Benson, 1843)
  - Geslacht: Camptoceratops (Wenz, 1923)
  - Geslacht: Carinifex (W. G. Binney, 1865)
  - Geslacht: Carinogyraulis (Polinski, 1929)
  - Geslacht: Ceratophallus (Cope, 1893)
  - Geslacht: Choanomphalus (Gerstfeldt, 1859)
  - Geslacht: Drepanotrema (Crosse & Fischer, 1880)
  - Geslacht: Ferrissia (Walker, 1903)
  - Geslacht: Fossulorbis (Pilsbry, 1934)
  - Geslacht: Glyptophysa (Crosse, 1872)
  - Geslacht: Gyraulus (Charpentier, 1837)
  - Geslacht: Helicorbis (Benson, 1855)
  - Geslacht: Helisoma (Swainson, 1840)
  - Geslacht: Hippeutis (Charpentier, 1837)
  - Geslacht: Indoplanorbis (Annandale & Prashad, 1920)
  - Geslacht: Intha (Annandale, 1922)
  - Geslacht: Isidorella (Tate, 1896)
  - Geslacht: Kessneria (Walker & Ponder, 2001)
  - Geslacht: Leichhardtia (Walker, 1988)
  - Geslacht: Lentorbis (Mandahl-Barth, 1954)
  - Geslacht: Macrophysa (Meek in Dall, 1870)
  - Geslacht: Menetus (H. & A. Adams, 1855)
  - Geslacht: Miratesta (P. & F. Sarasin, 1897)
  - Geslacht: Paraplanorbis (Hanna, 1922)
  - Geslacht: Patelloplanorbis (Hubendick, 1957)
  - Geslacht: Pecosorbis (D. W. Taylor, 1985)
  - Geslacht: Pentagoniostoma (Branson, 1935)
  - Geslacht: Perrinilla (Hannibal, 1912)
  - Geslacht: Physastra (Tapparone-Canefri, 1883)
  - Geslacht: Physopsis (Krauss, 1848)
  - Geslacht: Pingiella (F. C. Baker, 1945)
  - Geslacht: Pitharella (F. Edwards, 1860)
  - Geslacht: Planorbarius (Duméril, 1806)
  - Geslacht: Planorbella (Haldeman, 1842)
  - Geslacht: Planorbifex (Pilsbry, 1935)
  - Geslacht: Planorbina (Haldeman, 1842)
  - Geslacht: Planorbis (O. F. Müller, 1773)
  - Geslacht: Planorbula (Haldeman, 1840)
  - Geslacht: Platyphysa (P. Fischer, 1883)
  - Geslacht: Platytaphius (Pilsbry, 1924)
  - Geslacht: Plesiophysa (P. Fischer, 1883)
  - Geslacht: Polypylis (Pilsbry, 1906)
  - Geslacht: Promenetus (F. C. Baker, 1935
  - Geslacht: Protancylus (P. & F. Sarasin, 1897)
  - Geslacht: Pygmanisus (Iredale, 1943)
  - Geslacht: Segmentina (Fleming, 1817)
  - Geslacht: Segmentorbis (Mandahl-Barth, 1954)
  - Geslacht: Syrioplanorbis (F. C. Baker, 1945)
  - Geslacht: Taphius (H. & A. Adams, 1855)
  - Geslacht: Trochorbis (Benson, 1855)
  - Geslacht: Vorticifex (Meek in Dall, 1870)

## Taxonomie volgens WoRMS

### Onderfamilies
- Ancylinae Rafinesque, 1815
- Bulininae P. Fischer & Crosse, 1880
- Neoplanorbinae Hannibal, 1912
- Planorbinae Rafinesque, 1815
- Rhodacmeinae B. Walker, 1917

### Geslachten
- Africanogyrus Özdikmen & Darılmaz, 2007
- Afrogyrorbis Starobogatov, 1967
- Amphigyra Pilsbry, 1906
- Anisus Studer, 1820
- Bathyomphalus Charpentier, 1837
- Burnupia Walker, 1912
- Fuchsogyra Bandel, 2010 †
- Glyptamoda Iredale, 1943
- Glyptophysa Crosse, 1872
- Gyraulus Charpentier, 1837
- Helicorbis Benson, 1855
- Hippeutis Charpentier, 1837
- Indoplanorbis Annandale & Prashad, 1920
- Isidorella Tate, 1896
- Kessneria J. C. Walker & Ponder, 2001
- Leichhardtia J. C. Walker, 1988
- Lenameria Iredale, 1943
- Marinescugyra Bandel, 2010 †
- Menetus H. Adams & A. Adams, 1855
- Micromenetus F. C. Baker, 1945
- Mioplatytaphius Čtyroký, 1972 †
- Mutalena Iredale, 1944
- Orygoceras Brusina, 1882 †
- Planorbella Haldeman, 1843
- Promenetus F. C. Baker, 1935
- Pygmanisus Iredale, 1943
- Segnitila Cotton & Godfrey, 1938
- Steklovidiscus Gozhik & Prysjazhnjuk, 1980
- Tasmadora Iredale, 1943
- Vorticifex Meek, 1870